# Edwarda Borissowna Kusmina

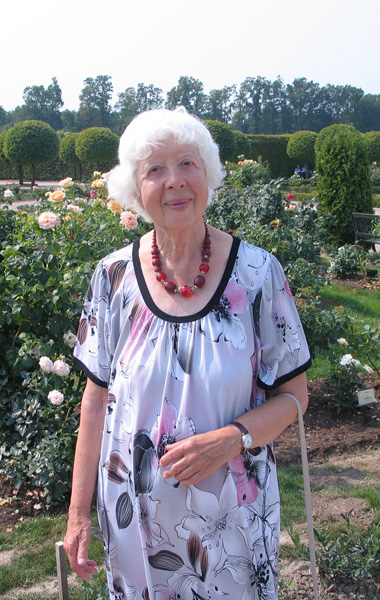
Edwarda Borissowna Kusmina

Edwarda Borissowna Kusmina (russisch Эдварда Борисовна Кузьмина; * 15. Dezember 1937) ist eine sowjetische bzw. russische Literaturkritikerin.

## Leben
Kusmina, Tochter des Literaturwissenschaftlers Boris Kusmin und seiner Frau, der Übersetzerin Nora Gal, studierte in Mytischtschi am Krupskaja-Pädagogik-Institut der Oblast Moskau mit Abschluss.
Ab 1956 wurden in den Zeitschriften Snamja, Nowy Mir u. a. Kusminas Rezensionen veröffentlicht, in denen Werke von Wiktor Astafjew, Wassili Schukschin, Felix Krivin, Ray Bradbury, John Cheever u. a. behandelt wurden. Bücher für Kinder besprach sie in Zeitschriften für Jugendliche, Familien und Schule.
Daneben arbeitete Kusmina über 25 Jahre lang als Redakteurin im Verlag Kniga (Das Buch) seit dessen Gründung 1964. Dort betreute sie Natan Ejdelman, Juri Lotman, Juri Mann, Wladimir Porudominski, Wadim Wazuro, Alexander Anikst und Raissa Kirsanowa.
Seit 1990 bereitete Kusmina für verschiedene Verlage Ausgaben von Werken Antoine de Saint-Exupérys,  Ray Bradburys, Bret Hartes, Theodore Dreisers u. a. zum Druck vor. Auch veröffentlichte sie nachgelassene Werke ihrer Mutter Nora Gal und Verschiedenes über sie einschließlich eines Sammelbands mit Briefwechseln Nora Gals als Mamma des Kleinen Prinzen (2019).
Kusmina wurde Mitglied des Redaktionskollegiums der Literaturzeitschrift Slowo/Word in New York City.
In erster Ehe war Kusmina mit dem Architekten Wladimir Legoschin (1940–2021) verheiratet. Ihr Sohn Dmitri (* 1968) wurde Dichter und Literaturkritiker. In zweiter Ehe heiratete sie den Lehrer Wladimir Sawwatjewitsch Borowinski (1936–2001), der das Vorwort zu den gesammelten Werken O. Henrys schrieb (2000).